# Cadillac-côtes-de-bordeaux
Le cadillac-côtes-de-bordeaux est un vin rouge français produit autour de Cadillac-sur-Garonne, dans l'Entre-deux-Mers, une subdivision du vignoble de Bordeaux.
Il faisait partie de l'AOC premières-côtes-de-bordeaux de 1937 à 2008, avant que cette appellation se spécialise uniquement dans des vins blancs ; depuis 2009, il s'agit désormais d'une dénomination géographique complémentaire au sein de l'appellation côtes-de-bordeaux, qu'il ne faut pas confondre avec l'appellation cadillac, bien moins vaste et limitée aux vins liquoreux.

## Historique
Le nom de Cadillac est surtout connu pour la marque d'automobiles américaine, du nom du fondateur de la ville de Détroit en 1701, Antoine de Lamothe-Cadillac (il y a aussi au Michigan une ville du même nom, ainsi qu'un petit lac, idem au Québec). Mais celui-ci n'était pas de la famille des seigneurs de Cadillac, ni même natif : il s'agit pour lui d'un nom d'emprunt (il s'appelait Antoine Laumet).
Selon l'historien Hugh Johnson, le vignoble bordelais médiéval était essentiellement localisé sur les appellations actuelles graves et cadillac-côtes-de-bordeaux, avec quelques vignes éparses dans l'Entre-deux-Mers et le Blayais. Au début du XIXe siècle, André Jullien décrit ainsi la zone : « Les Côtes sont les collines qui bordent la Garonne et la Gironde, depuis Langon jusqu'à Blaye. Les vins qu'elles produisent ont une belle couleur et beaucoup de corps ». En 1874, on a une description plus détaillée :

« En nous rapprochant de Bordeaux [venant du sud], toutes les communes que nous trouvons sur les coteaux aux pieds desquels coule la Garonne, produisent des vins rouges et des vins blancs.
Les vins blancs de ces communes sont généralement plus estimés que les vins rouges. Les plus renommées, après Sainte-Croix-du-Mont, sont Haux, Langoiran, Tabanac et Baurech.

Après avoir passé devant Baurech, la valeur des vins blancs diminue, mais en même temps la valeur des vins rouges augmente, et nous ne tardons pas à trouver les communes de Quinsac et de Camblanes, qui produisent les meilleurs vins de côtes de l'arrondissement de Bordeaux et des vins de palus classés, avec ceux de Baurech, Latresne, Bouliac et Floirac au rang de second palus du département.

[…] nous trouvons encore des vins rouges de côtes et de palus et des vins blancs ; ces derniers, d'enrageat très-communs. Quant aux vins rouges, au contraire, ils sont, dans les palus, en grande partie, au rang des premiers du département, et sur les côtes, au rang des plus estimés : surtout ceux de Lormont, Bassens, Carbon-Blanc et Sainte-Eulalie. »

— Charles Cocks, Bordeaux et ses vins classés par ordre de mérite, 1874.
L'appellation premières-côtes-de-bordeaux est reconnue officiellement par le décret du 31 juillet 1937, en rouge comme en blanc. La cahier des charges est modifié en août 1973 puis en mars 2007. Le 22 juillet 2009, l'Union des Côtes de Bordeaux est reconnue comme un organisme de défense et de gestion (ODG) par l'Institut national de l'origine et de la qualité, ce qui aboutit à l'homologation de la nouvelle appellation côtes-de-bordeaux par le décret du 31 octobre 2009 : les vins rouges de la rive droite de la Garonne deviennent une dénomination au sein d'une nouvelle appellation, sous le nom de cadillac-côtes-de-bordeaux. Le cahier des charges est ensuite modifié en décembre 2011 (passage en AOP), puis en novembre 2016 (intégration de l'ancienne appellation sainte-foy-bordeaux) et enfin en novembre 2021.

## Vignoble
| \| Bordeaux Cadillac-côtes-de-bordeaux \| L'aire de production, à l'est et au sud-est de Bordeaux. |
| Bordeaux Cadillac-côtes-de-bordeaux                                                                |

L'aire d'appellation du cadillac-côtes-de-bordeaux s'étend le long de la rive droite de la Garonne, sur 60 kilomètres de long et 5 kilomètres de large, des faubourgs de Bordeaux au nord jusqu'à Saint-Maixant au sud. Elle est la même que les premières-côtes-de-bordeaux (qui sont en blanc), avec trois petites appellations englobées, le cadillac, le loupiac et le sainte-croix-du-mont (trois vins liquoreux).
Selon les Douanes, la superficie revendiquée en 2023 sous l'appellation est de 1 958 hectares. À titre de comparaison, la surface déclarée en 2005 pour les premières-côtes-de-bordeaux rouges était de 3 533 ha.

### Aire d'appellation
La production de la dénomination cadillac-côtes-de-bordeaux peut se faire sur la même aire que celle de l'appellation premières-côtes-de-bordeaux (qui elle est en blanc), sur un total de 39 communes : Bassens, Baurech, Béguey, Bouliac, Cadillac-sur-Garonne, Cambes, Camblanes-et-Meynac, Capian, Carbon-Blanc, Cardan, Carignan-de-Bordeaux, Cénac, Cenon, Donzac, Floirac, Gabarnac, Haux, Langoiran, Laroque, Latresne, Lestiac-sur-Garonne, Lormont, Loupiac, Monprimblanc, Omet, Paillet, Quinsac, Rions, Saint-Caprais-de-Bordeaux, Sainte-Croix-du-Mont, Sainte-Eulalie, Saint-Germain-de-Grave, Saint-Maixant, Semens, Tabanac, Le Tourne, Verdelais, Villenave-de-Rions et Yvrac.

### Géologie
La zone de production est marquée par le reste de la falaise taillée par le fleuve, franche à certains endroits, dessinant un coteaux et quelques collines à d'autres. Dans la vallée il s'agit de terrasses alluviales composées de graves caillouteuses ou argilo-graveleuses, tandis que les hauteurs sont composés de sols argilo-calcaires sur du calcaire à Astéries, avec derrière un plateau couvert de boulbènes.

### Encépagement
Le cahier des charges autorise le même encépagement que pour toutes les dénominations de l'appellation côte-de-bordeaux.
Pour les vins rouges, les cépages principaux sont le cabernet sauvignon N, le cabernet franc N, le côt N (ou malbec) et le merlot N ; comme cépages accessoires, sont autorisés le carménère N et le petit verdot N. La proportion du cépage carménère N est inférieure à 10 % de l’encépagement et celle du cépage petit verdot N à 15 % de l’encépagement.
Pour les vins blancs, les cépages principaux sont le sauvignon B, le sauvignon gris G, le sémillon B et la muscadelle B ; les cépages accessoires sont le colombard B et l'ugni blanc B. La proportion de l’ensemble des cépages accessoires est inférieure ou égale à 15 % de l’encépagement.
Dans la pratique, les vins sont produits avec un vignoble composé de 55 % de merlot, 25 % de cabernet sauvignon, 15 % de cabernet franc et 5 % de malbec.

## Vins
La production de cadillac-côtes-de-bordeaux déclarée en 2023 a été d'un total de 34 489 hectolitres (un hectolitre = 100 litres = 133 bouteilles de 75 cl). Si la production varie en fonction des années et du rendement, elle était en 2005 tout de même de 164 800 hl de premières-côtes-de-bordeaux rouge : une partie de la production est vendue sous le nom générique de bordeaux.

### Rendements
Les rendements maximum et plafond (butoir) sont de 52 à 65 hl/ha.
Les rendements officiels récents de la dénomination cadillac-côtes-de-bordeaux sont :
| Année | Superficie (ha) | Production (hl) | Rendement (hl/ha) |
| ----- | --------------- | --------------- | ----------------- |
| 2020  | 1 087           | 41 066          | 38                |
| 2021  | 1 023           | 33 805          | 33                |
| 2022  | 1 159           | 39 399          | 34                |
| 2023  | 1 027           | 34 489          | 34                |
| 2024  | 909             | 34 784          | 38                |

### Gastronomie
Les vins sont décris comme ayant une robe aux reflets rubis ; le nez serez sur des arômes de fruits rouges et d'épices. La bouche reste souple et ronde, pas trop tannique pour un bordeaux. Agréable à boire dans leur jeunesse, les rouges de Cadillac ont une aptitude pour vieillir un peu.